# نامزد (فیلم ۱۹۷۲)
نامزد (انگلیسی: The Candidate) فیلمی در ژانر کمدی-درام است که در سال ۱۹۷۲ منتشر شد.

## بازیگران
- رابرت ردفورد
- پیتر بویل
- ملوین داگلاس
- کارن کارلوس
- ناتالی وود
- آلن گارفیلد
- مایکل لانر
- کنت توبی